# Tillandsia zoquensis
Tillandsia zoquensis là một loài thuộc chi Tillandsia. Đây là loài đặc hữu của México.